# Catedral de Changchung

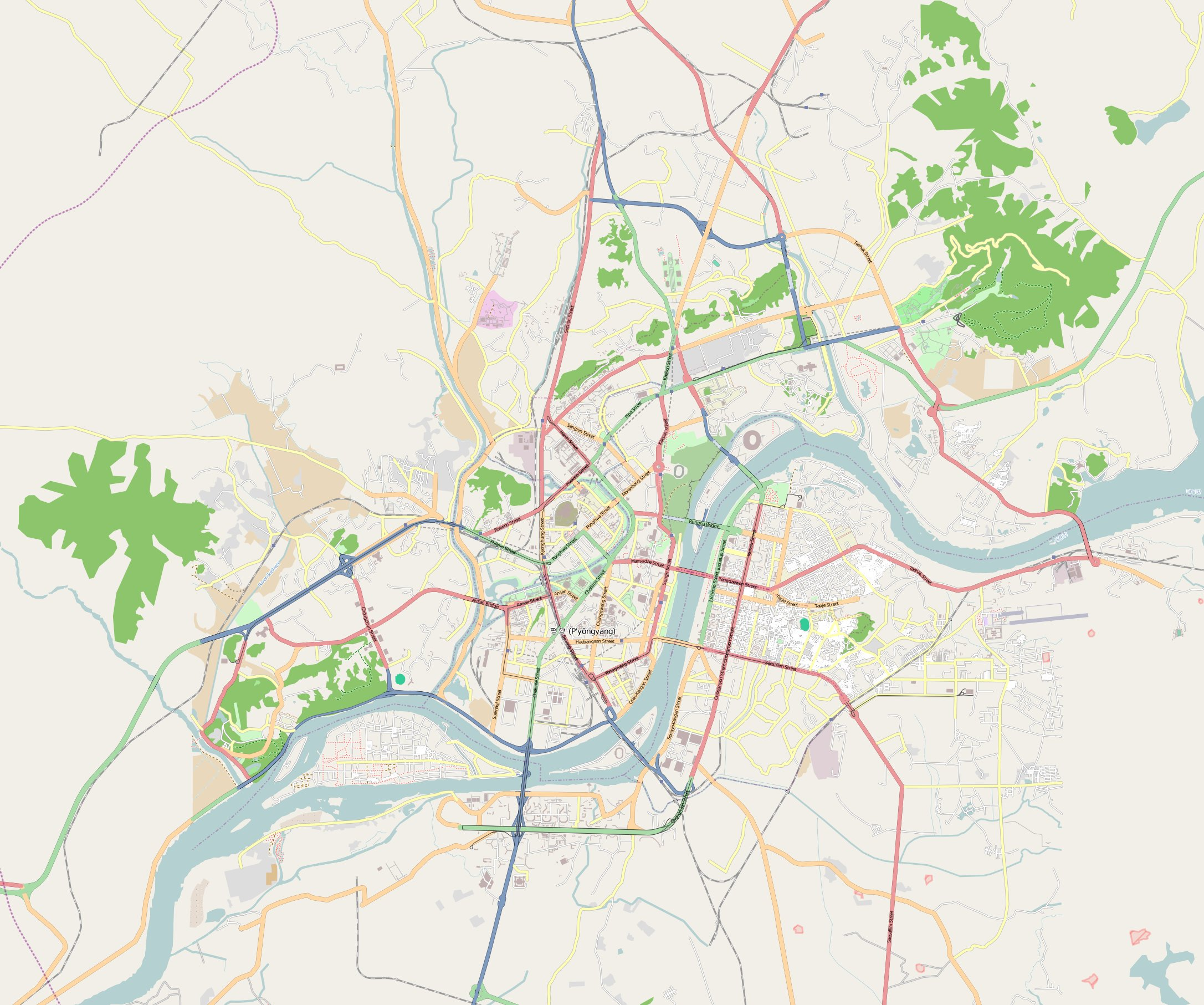
Ubicación de la catedral.

La Catedral de Changchung (hangul: 장충성당) es la Catedral católica del obispo de Pionyang, Corea del Norte, situada en Changchung en el barrio de Songyo-guyok. Es una de las cuatro iglesias cristianas de Pionyang. Está administrada por la Asociación Católica de Corea.

## Historia

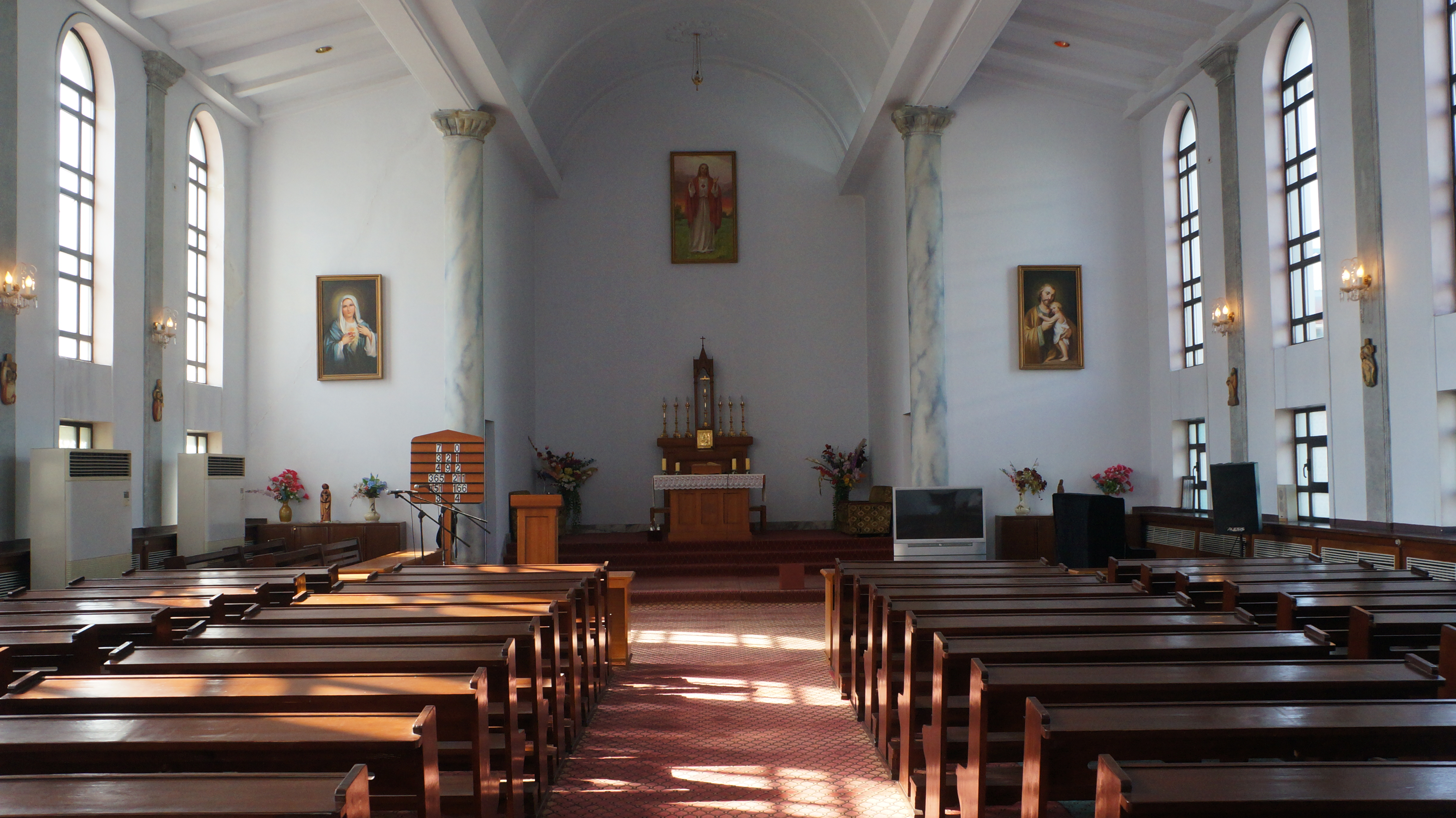
Interior de la catedral.

Antes de la División de Corea, Pionyang fue la ciudad con el mayor número de creyentes cristianos en Corea, y fue conocida como la "Jerusalén de Corea". En 1945, casi 1/6 de sus ciudadanos eran cristianos. Por lo tanto, Pionyang se convirtió en la única diócesis en el norte de Corea.
La catedral original, construida de ladrillo rojo en el siglo XIX, fue destruida en la guerra de Corea por las fuerzas estadounidenses. Anteriormente, en 1949, el último obispo oficial de Pionyang, Francis Hong Yong-ho, había sido encarcelado por el gobierno comunista y más tarde desapareció.
En 1988 una nueva catedral fue inaugurada en el este de Pionyang. Al mismo tiempo, dos iglesias protestantes se abrieron en un esfuerzo del gobierno para mostrar la libertad religiosa.

## Administración
La catedral es administrada por la Asociación Católica de Corea y no está afiliada a la Santa Sede. Debido a las tensas relaciones con la Santa Sede, la catedral actualmente no tiene obispo ni siquiera un sacerdote ordenado. Tampoco hay sacerdote residente. Las misas son ofrecidas por clérigos extranjeros. En 2015 se llegó a un acuerdo entre la Asociación Católica Coreana y la Conferencia episcopal de Corea, que permite a los sacerdotes y obispos surcoreanos celebrar misas y administrar los sacramentos en la catedral en los principales días festivos.
Hay una fábrica de fideos asociada con la iglesia que recibe apoyo financiero de la Arquidiócesis de Seúl y de coreanos católicos en los Estados Unidos.